# Старотурдаковское сельское поселение
Старотурдаковское се́льское поселе́ние — упразднённое муниципальное образование в Кочкуровском районе Мордовии Российской Федерации.
Административный центр — село Старые Турдаки.

## История
Статус и границы сельского поселения установлены Законом Республики Мордовия от 28 декабря 2004 года № 121-З «Об установлении границ муниципальных образований Кочкуровского муниципального района, Кочкуровского муниципального района и наделении их статусом сельского поселения и муниципального района».
Законом от 24 апреля 2019 года, Старотурдаковское сельское поселение (сельсовет) было упразднено, а входившие в его состав населённые пункты были включены в Семилейское сельское поселение (сельсовет).

## Население
| 2002 | 2010 | 2012 | 2013 | 2014 | 2015 | 2016 |
| ---- | ---- | ---- | ---- | ---- | ---- | ---- |
| 655  | ↘554 | ↘530 | ↗539 | ↘531 | ↘522 | ↘496 |
| 2017 | 2018 | 2019 |      |      |      |      |
| ↘464 | ↘456 | ↘452 |      |      |      |      |

## Состав сельского поселения
| № | Населённый пункт | Тип населённого пункта | Население |
| - | ---------------- | ---------------------- | --------- |
| 1 | Симбухово        | посёлок разъезда       | ↘2        |
| 2 | Старые Турдаки   | село                   | ↘545      |
| 3 | Умыс             | посёлок разъезда       | ↗7        |